# Iembudee
Iembudee is een bestuurslaag in het regentschap Bireuen van de provincie Atjeh, Indonesië. Iembudee telt 250 inwoners (volkstelling 2010).